# Alain Auriant
Alain Auriant est un musicien, ségatier et travailleur social mauricien. En décembre 2005, après deux nominations, il devient le second Mauricien à recevoir le Kora Awards du « meilleur artiste d'Afrique de l'Est »,. Il est actuellement le responsable de l'ONG de lutte contre la pauvreté Mouvement Forces Vives Quartier EDC Rose-Belle plus connue sous le nom de Sa Nou Vize et membre de l'ONG Dis-Moi: Droits Humains dans l'Océan Indien.

## Carrière musicale
Alain Auriant fait ses premiers pas dans la musique dans son enfance en chantant dans la chorale de son village de Rose-Belle dans lequel il grandit. En 1987, alors qu'il travaille dans une usine de textile, il décroche le premier prix d'un concours inter-usines organisé par la Mauritius Export Processing Zone Association (MEPZA). D'après le journal L'Express, il arrive en troisième position du concours Ten Best organisé en 1997 par la chaine de télévision nationale MBC avec sa chanson de séga, Toi la Mer. Dans un récent interview accordé au journal Dimanche/L'Hebdo, il déclare avoir obtenu non pas le troisième mais le premier prix. Il est révélé au grand public dès les années 1980 avec la chanson Divan Si selon le journal Le Mauricien ou son album L'endroit parfait selon lui.
En 2002, il sort un album intitulé Rev Laboureur. Ses chansons Rev Laboureur et 12 mars avaient déjà attiré l'attention du jury des Kora Awards qui l'avait nommé successivement en 2001 et 2002. En 2004, il sort l'album Pas Juge Moi Encore suivi de la compilation French Kiss qui reçoit le soutien du Centre Centre Culturel Charles Baudelaire (aujourd'hui Institut Français de Maurice). Alain Auriant qui écrivait jusque-là toutes ses chansons en créole mauricien compose pour la première fois en français dans le cadre du concours organisé par le Centre. Il part ensuite en tournée professionnelle aux Maldives où il se produit dans des hôtels.
Alors qu'il travaille aux Maldives depuis sept mois, il apprend qu'il est sélectionné grâce à sa chanson Je t'aime encore pour participer à la cérémonie des Kora Awards qui doit avoir lieu le 2 décembre 2005 en Afrique du Sud,. Après quelques difficultés pour obtenir les financements nécessaires à son voyage et à celui de ses musiciens, il parvient à s'y rendre et remporte le prix du « meilleur artiste d'Afrique de l'Est », et devient ainsi le deuxième mauricien nommé dans cette catégorie depuis l'existence de cette récompense,.
En plus de son album en français, il a aussi travaillé sur son premier album en anglais intitulé Back to Mauritius. Le bassiste Linley Marthe a notamment participé à l'enregistrement de quatre des titres,. Annoncé dès 2007, cet album devrait saintenant ortir en 2015. Contacté par la Commission de la Jeunesse et des Sports en 2007, il compose et interprète Allez Maurice avec son groupe Enn Sel, une chanson aux rythmes séga pour soutenir l'équipe mauricienne aux Jeux des îles de l'océan Indien de 2008. À la même période, il rejoint l'ONG de droits humains Amnesty International et collabore artistiquement avec la section mauricienne sur plusieurs projets. En 2009, il écrit et interprète DIDI (Deklarasyon Iniversel Drwa Imin)  pour l'ONG, une chanson en hommage à la Déclaration Universelle des Droits Humains. Il coordonne aussi un grand concert d'Amnesty International en partenariat avec la radio nationale Radio One pour lutter contre le communalisme et le racisme à l'Ile Maurice,,. L'album collectif Par moi raciste pas pou passer est vendu dans le cadre de cet événement et Alain Auriant y interprète le titre Combat kominalis en duo avec la chanteuse Eldiana Léopold.
En décembre 2011, il revient avec l'album Par Amour tiré à 1 000 exemplaires et dont les chansons, fruits de sa participation au concours du Centre Charles Baudelaire en 2004, sont toutes en français, Le style musical est aussi différent de sa musique habituelle puisqu'il ne se concentre plus uniquement sur le séga et s'inspire aussi du rock et du reggae,. Plusieurs artistes mauriciens ont participé à cet opus. Ce nouvel album porte la marque de son engagement social et politique. Le livret est préfacé par Lindley Couronne, alors directeur de la section mauricienne d'Amnesty International et comporte plusieurs titres inspiré des expériences sociales d'Alain Auriant. La chanson Par amour parle de la vie dans les poches de pauvreté qu'il connait bien par son engagement avec l'ONG Sa Nou Vize et le clip de Besoin de nous, préparé par les enfants de son association et financé par la fondation de la banque MCB évoque le droit des enfants en faisant figurer notamment la Médiatrice des Enfants Shirin Aumeeruddy-Cziffra,. D'autres chansons sont plus légères comme le tube D'origine indienne.
En 2012, il est l'un des invités d'honneur de la 12e édition des Kora Awards en Côte d'Ivoire où il doit se produire lors du concert de la soirée de gala,. Pour des raisons d'organisation, il assiste à la cérémonie avec son groupe Zot Sa mais ne peut participer au concert.
Il se produit actuellement toujours dans les hôtels et prépare pour 2015 une compilation en plus de la sortie de son album Back to Mauritius.

### Soutien à d'autres musiciens mauriciens
Profitant de son expérience dans le milieu musical de l'Ile Maurice, Alain Auriant a aidé plusieurs artistes à percer sur la scène musicale ou à produire leurs albums comme le ségatier Désiré Camoin, la chanteuse de Séga Mambo Christelle Thomas qui collabore avec lui dès 2005 et pour qui il a composé l'album Lamizik mo pei ou encore la chanteuse Ludmilla Ono à qui il reverse les recettes de la vente Par amour pour la production de son album. En 2014, il déclare que la formation et le soutien aux articles locaux est sa priorité du moment, avant sa présence musicale sur la scène mauricienne.

## Engagement social
Alain Auriant est très engagé sur la scène sociale. Il est le coordonnateur des activités et responsable de l'association Mouvement Forces Vives Quartier EDC Rose-Belle, plus connue sous le nom de Sa Nou Vize. Créée en 2008 pour aider le quartier EDC rebaptisé Résidence Bethléem où Alain Auriant a grandi, cette association lutte contre la pauvreté dans la région de Rose-Belle et propose des projets de développement communautaire,. Elle s'efforce d'impliquer à la fois le secteur privé et les autorités publiques dans ses activités. Parmi les projets mis en place, Sa Nou Vize travaille sur le relogement des familles en difficulté, sur l'alphabétisation des habitants locaux et offre des activités extra-scolaires aux enfants . Une école de musique à vocation sociale est aussi créée sous l'impulsion d'Alain Auriant qui y investit son propre argent. L'école permet notamment le lancement en 2008 de l'album Revelasyon Rastafari du groupe reggae local Israélite composé de cinq jeunes défavorisés de Rose-Belle,.
Dans les années 2000, Alain Auriant rencontre Lindley Couronne, alors directeur d'Amnesty International avec qui il se d'amitié. Il s'investit à ses côtés dans le combat pour les droits de humains jusqu'à être élu membre du Conseil d'Administration de la section mauricienne de l'ONG. Quelques années plus tard, il rejoint Lindley Couronne dans sa nouvelle association Dis-Moi: Droits Humains dans l'Océan Indien. Il y siège actuellement au sein de la Commission pour le Droit des Personnes Âgées et a co-signé avec les autres membres une tribune appelant à la création d'une Convention internationale dans ce domaine.